# 暹羅復興錄
《暹羅復興錄》是一套2004年的泰國愛情奇幻片，由佛羅倫斯·費佛瑞飾演第一主角，影片改編自泰國女作家彤瑪揚蒂的小說。

## 劇情概述
一面奇妙的鏡子將現代曼谷和拉瑪五世時代的曼谷連繫在一起。麥妮晨是一名在法國的泰國外交官，她正著手調查一份於法國發現的古代泰國文件。她通過鏡子作時間旅行，從而親身經歷了這份神祕文件背後的眞實故事。

## 部份角色
- 佛羅倫斯·費佛瑞 飾 麥妮晨
-  飾 Dhep
- Stephane Lambert 飾 François Xavier
- Philip Wilson 飾 英國外交官

## 外部連結
- 互联网电影数据库（IMDb）上《暹羅復興錄》的资料（英文）